# Samsung Galaxy S5

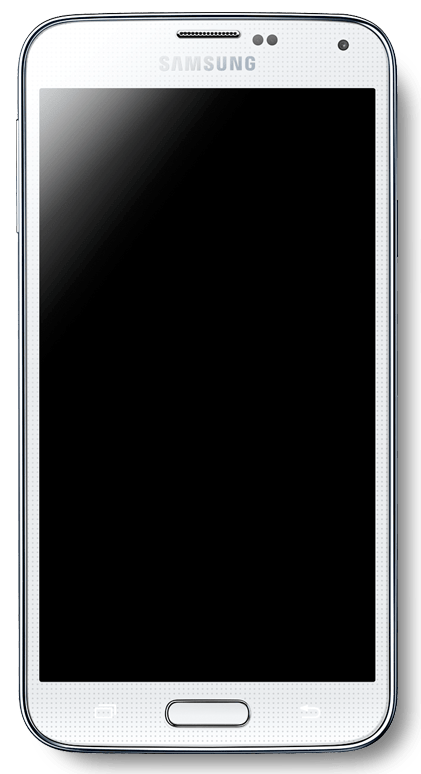
Samsung Galaxy S5

Samsung Galaxy S5 logotyp

Samsung Galaxy S5 är en smarttelefon i Samsung Galaxy-serien och uppföljaren till Samsung Galaxy S4. Smarttelefonen kör operativsystemet Android 4.4 "KitKat" eller 5.1.1 "Lollipop" och tillverkats av Samsung Electronics. Den offentliggjordes 24 februari 2014 under Mobile World Congress i Barcelona och släpptes 11 april samma år.